# سیئنگا اسپرینگز (آریزونا)
سیئنگا اسپرینگز (به انگلیسی: Cienega Springs) یک منطقهٔ مسکونی در ایالات متحده آمریکا است که در شهرستان لاپاز، آریزونا واقع شده‌است. سیئنگا اسپرینگز ۹٫۹۶ کیلومتر مربع مساحت و ۱۰٬۸۱۷ نفر جمعیت دارد و ۱۱۴٫۰ متر بالاتر از سطح دریا واقع شده‌است.